# Юбилейная сельскохозяйственная выставка в Минске (1901)

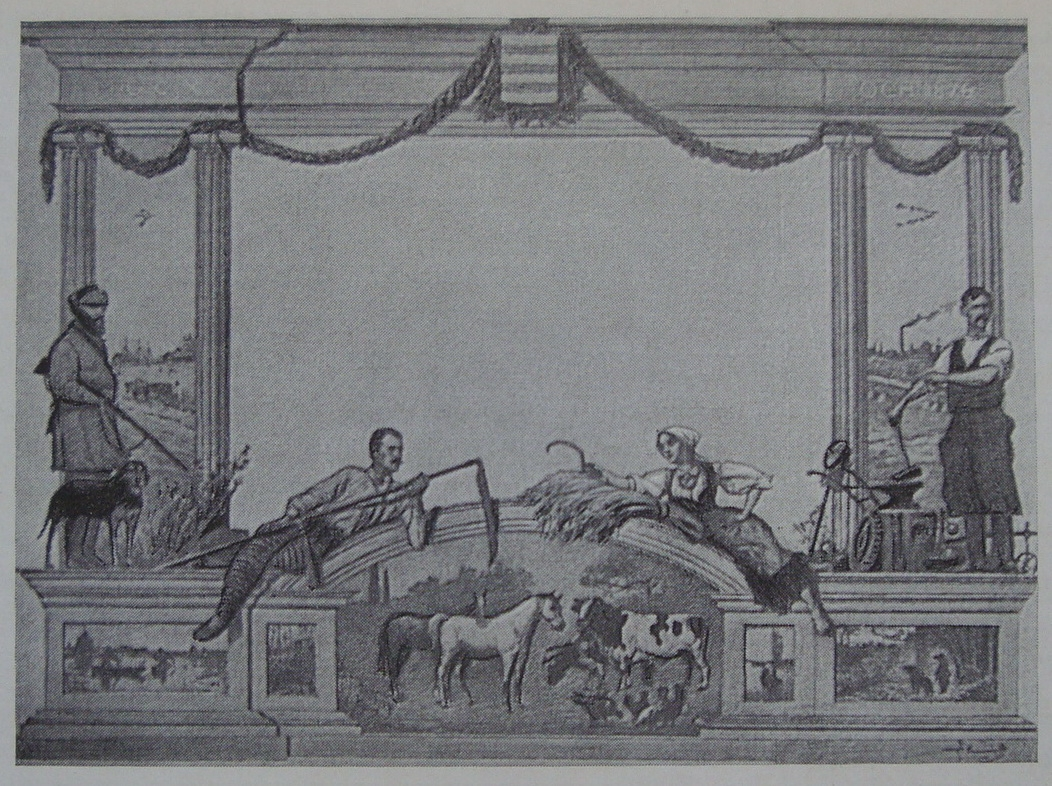
Эмблема сельскохозяйственной выставки МОСХ в Минске — эскиз диплома призёров выставки, 1901 год. Автор Генрих Вейсенгоф

Юбилейная сельскохозяйственная и кустарно-промышленная выставка в Минске в 1901 году — выставка сельскохозяйственных и кустарно-промышленных изделий, которая проходила в Минске (Минская губерния, Российская империя) с 26 августа по 4 сентября 1901 года. Была организована членами Минского общества сельского хозяйства (МОСХ) и приурочена к 25-летнему юбилею деятельности общества.
Лидерами МОСХ планировалось, что выставка будет иметь празднично-юбилейный характер и станет демонстрацией своих успехов — без ожидания прибыльности мероприятия, но выставка стала прибыльной, имела информационную значимость, способствовала активизации деятельности других губернских сельскохозяйственных обществ, заключению коммерческих контрактов и стимулировала развитие товарообмена и производства в литовско-белорусских губерниях.

## Подготовка

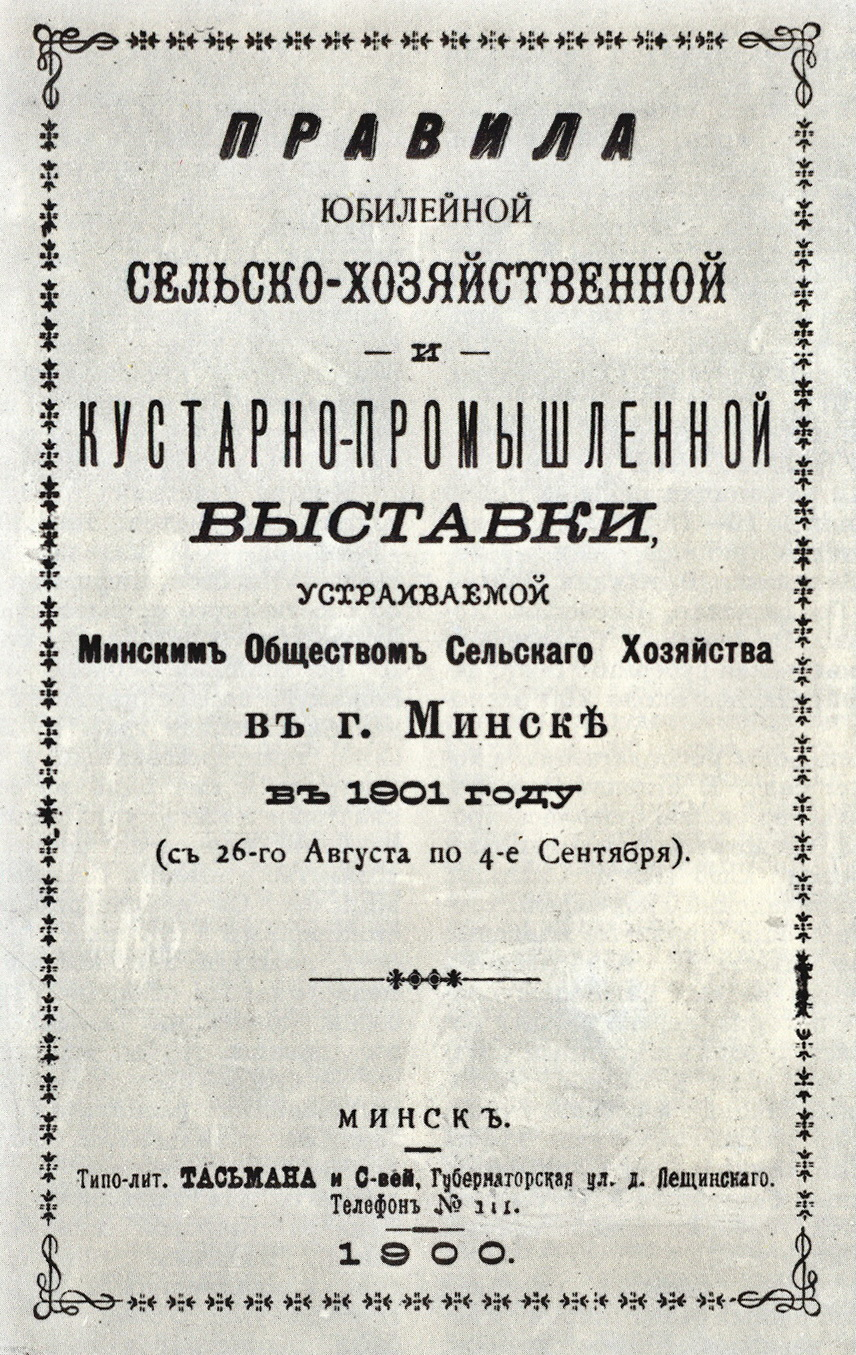
Обложка правил проведения юбилейной выставки Минского общества сельского хозяйства, 1900 год

Минское общество сельского хозяйства (МОСХ) и раньше организовывало выставки, но они проводились в помещениях общества (один раз в доме дворянского собрания в Минске) и были доступны для ограниченного круга лиц. Лидеры МОСХ решили отпраздновать 25-летие своего общества организацией большой выставки, чтобы продемонстрировать широкому кругу людей всего литовско-белорусского края свои достижения за четверть века.
Вице-председатель Минского общества сельского хозяйства (и по сути его неофициальный руководитель) Эдвард Войнилович поручил подготовку и проведение юбилейной выставки своему другу и одновременно члену Совета МОСХ — графу Ежи Эмериковичу Чапскому, брату тогдашнего городского головы города Минска — графа Кароля Эмериковича Чапского. Ежи Чапский возглавил специальный хозяйственный комитет, который занимался подготовкой и организацией выставки; комиссаром выставки стал другой влиятельный член МОСХ и друг Войниловича — Михал Генрихович Волович. Члены общества заранее создали специальный фонд для финансирования выставки за собственный, а не государственный счёт. Дизайнерское оформление выставки делал за деньги художник Генрих Вейсенгоф, который создал и эскиз диплома за лучшие достижения в сельском хозяйстве и промышленности.
На выставку были приглашены 700 участников из Минской, Виленской, Витебской, Гродненской, Могилёвской, Ковенской, Волынской, Киевской, Черниговской и Смоленской губерний.

## Проведение
Выставка привлекла к себе внимание землевладельцев не только Белоруссии и Литвы, но и польских губерний Российской империи, и состояла из 12 отделов. В город Минск приехало много приглашённых лиц и гостей из разных городов Российской империи, что стало причиной повышения цен в гостиницах за номер до 10-15 рублей за сутки.
На юбилей съехались представители от всех обществ сельского хозяйства литовско-белорусских губерний (например, Ковенское общество сельского хозяйства представлял лично его председатель (1901—1902) Пётр Аркадьевич Столыпин), представители от обществ Волынской, Подольской, Седлецкой губерний, представители от министерства земледелия Российской империи: Ипполит Гечевич, Александр Мейштович, Константин Скирмунт, Бронислав Шахна, Винцент Козел-Поклевский, граф Феликс Чапский, Юзеф Монтвил (1850—1911), граф Владимир Николаевич Зубов (1862—1933), князь Михал Ирениевич Огинский (1849—1902), вице-председатель Режицкого общества сельского хозяйства Станислав Венцлавович, представитель Россиенского общества сельского хозяйства пан Гружевский, представитель Луцкого общества сельского хозяйства пан Русановский, (от министерства земледелия) Е. Ситин и Пономарёв, редактор варшавской газеты «Gazeta Warszawska» Станислав Ляшновский, журналист санкт-петербургского журнала «Kraj» А. Данимирский, Михал Натансон и др.
Присутствовал и сам формальный председатель Минского общества сельского хозяйства князь Николай Николаевич Трубецкой. Были зачитаны приветственные телеграммы от великого князя Владимира Александровича Романова (члена МОСХ), министра земледелия и заместителя министра земледелия Российской империи, минского губернского предводителя (1897—1904) Александра Геннадьевича Ратькова-Рожнова и др. В качестве почётного гостя был приглашён и генерал-лейтенант Иосиф Ипполитович Жилинский. В торжествах приняли участие и родные сёстры Эдварда Войниловича — Ядвига Адамовна Костровицкая и Михалина Адамовна Горват.
Торжественный бал МОСХ для приглашённых лиц проходил в доме графа Кароля Чапского (1860—1904), одного из главных экспонентов выставки.
Павильоны выставки были организованы в Городском саду (ныне — Центральный детский парк имени Максима Горького). В 12 отделах (сельского хозяйства, промышленности и ремесла) и в частных павильонах был представлен самый широкий набор товаров — от различных сложных сельскохозяйственных орудий и пород домашнего скота до изделий местных ремесленников. В павильонах сельского хозяйства демонстрировались картофель, овощи, хлеб (землевладельцев Кароля Святского и Л. Молчацкого), привитые садовые деревья, цветы (В. А. Рыбский), коллекции лесных саженцев, досок из древесины различных пород, чистопородный крупный рогатый скот, овцы и свиньи, чистопородные лошади и собаки, птицы, ветчина, масло, вина, лечебный кефир (К. Сигалина), коллекции молочных бактерий (Ф. С. Сильвестрович), гербарии лекарственных растений и др.
В павильонах изделий промышленности можно было увидеть кирпич, кафель, изразцовые печи, дренажные трубы, черепицу, турбины (А. Е. Кржижановского), кожаные изделия (Л. Б. Сутин), клей, мыло, олифы, мази, экипажи (И. Я. Лейбман и братья Староневичи) и др. Из изделий ремесленников были представлены 102 экспоната (48 из которых были изделиями минских ремесленников): ковры, мебель, люстры, кружева, музыкальные инструменты (в том числе, пианино и скрипка), вещи из золота и серебра, часы, водяной велосипед, галантерейные изделия, косметика и парфюмерия.
Многие участники привезли на выставку группы товаров. Например, собственник имения Белица в Сенненскому уезде Могилёвской губернии Кароль Святский представил около 40 видов продукции своего имения. Но самым значительным эспонентом оказался граф Кароль Эмерикович Чапский, имевший прекрасно поставленное хозяйство в имении Станьково в Минском уезде Минской губернии. Чапский демонстрировал коллекцию саженцев из своего леса, чистопородный крупный рогатый скот, лошадей Станьковского племенного завода, чистокровных собак, овец, кирпич, черепицу и дренажные трубы.
Некоторые состоятельные промышленники свои изделия представили в собственных павильонах: кондитерская Франца Константиновича Венгржецкого открыла один павильон, свой павильон «Фотографические устройства и работы» представил мещанин и фотограф Мовша-Элья Напельбаум, в отдельном павильоне демонстрировались образцовые мужские и женские туалеты Анцелиовича, два павильона открыли братья Леккерт (паровой пивоваренный завод). Хотя выставка анонсировалась как сельскохозяйственная и промышленно-ремесленная, но имела более представительный характер. Проспект выставки рекламировал товары ещё 30 фирм, которые официально не участвовали в выставке: ветчина, чай, велосипеды, швейные машины, технические и инженерные работы (бюро инженеров Крижановского и Цивинского), займы и банковские операции (банкирские конторы Поляка и Вейсбрема).

## Награды выставки

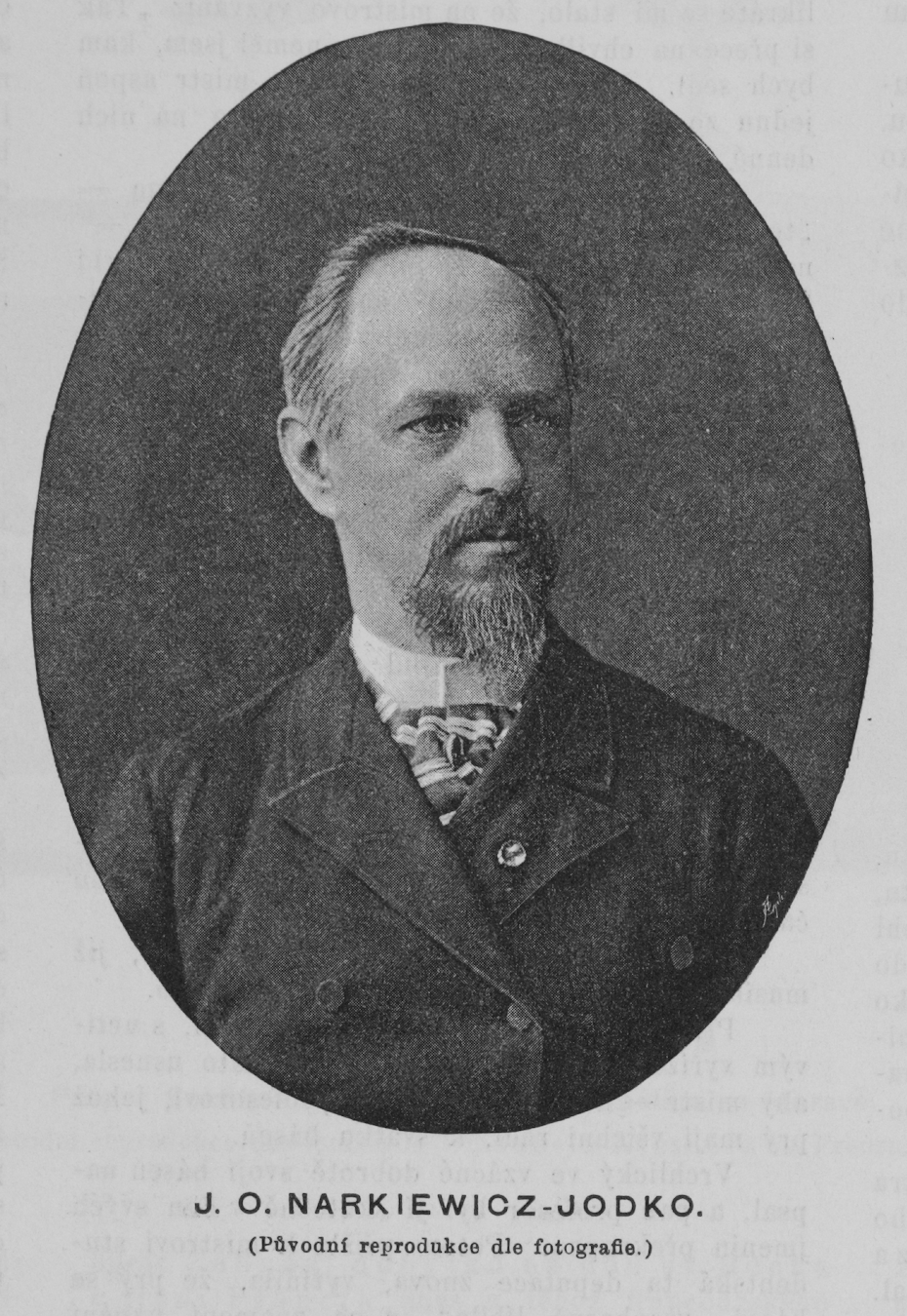
Яков Наркевич-Иодко

Яков Наркевич-Иодко был удостоен бронзовой медали выставки за заслуги в области метеорологии.
Минский еврей-фотограф Мовша-Элья Напельбаум был удостоен бронзовой медали выставки за деятельность в области фотографии.
Доктор Франц Сильвестрович, заведующий минской Аналитической станцией, был удостоен малой серебряной медали выставки за «Домашнюю сельскохозяйственную химическую лабораторию» для исследования пищевых продуктов, гербарий диких и культурных лекарственных растений в Минской губернии.

## Результаты
Выставка стала демонстрацией торжества высокого развития сельского хозяйства Минской губернии и всего литовско-белорусского края под руководством Минского общества сельского хозяйства во главе с Эдвардом Войниловичем.
Изначально организаторы предполагали, что выставка не принесёт никаких доходов, но всё равно хотели провести её, чтобы продемонстрировать достижения хозяйств губернии и отпраздновать годовщину. Однако, благодаря таланту Ежи Чапского, который был одним из главных организаторов мероприятия, выставка принесла 3300 рублей прибыли. Эти деньги пошли в фонд МОСХ для организации новых выставок.

## Оценка современниками
Мечислав Яловецкий вспоминал, какое сильное впечатление произвела выставка на его родителей. Они восприняли её как одно из доказательств жизненности и влиятельности местных землевладельцев-католиков.
В речи на расширенном собрании МОСХ Эдвард Войнилович заявил, что успех деятельности общества был обеспечен тем, что его члены отвергли «политиканство» и все силы отдавали работе на родной земле. По его же словам, сельскохозяйственное общество стало для многих подготовительной школой общественной жизни.